# Bang! (groupe)
Pour les articles homonymes, voir Bang!.
Bang! est un groupe de happy hardcore britannique, actif durant les années 1990. Le groupe se compose à l'origine du producteur Nick Arnold, Tom Orton et de la chanteuse Donna Grassie.

## Biographie
Nick Arnold et Tom Orton sont d'anciens membres, aux côtés de Chris Howell (Luna-C), du groupe britannique de musique pop Smart E's, qui atteint la deuxième place dans les classements britanniques en 1992 grâce à leur single Sesame's Treet, une reprise du thème de la série de télévision 1, rue Sésame. À la suite de la parution de leur premier single intitulé Cloudy Daze dans lequel Donna chante, Tom quitte Bang! pour collaborer avec d'autres artistes comme Jack Speed et Kriminal. Par la suite, les deux membres restants que sont Nick et Jo font paraître le single à succès Shooting Star, puis un catalogue entier d'anthems happy hardcore vocaux. Leurs singles étaient régulièrement présentés dans diverses compilations musicales, dont la célèbre série des compilations Bonkers. Shooting Star est également présenté dans le premier opus des Dancemania Speed, puis dans le plus grand album à succès de la série Dancemania Speed Best 2001 et dans l'album Best of Hardcore. De plus, trois remixes de leurs chansons, Shooting Star (Ham's Mix), Break of Dawn (Brisk Mix), Cloudy Daze (Original Bang! Mix), sont présents dans l'album Dancemania Speed Presents Happy Ravers.
Nick et Jo font paraître d'autres titres prolifiques, tels que Stealth, Oblivvion et Blaze!. Enfin, en février 2005, après la parution d'une collection de nouveaux remixes, Bang! fait paraître son premier album intitulé Shooting Star. Leur single Shooting Star est repris par le groupe trance Flip & Fill en 2002, qui atteint la 3e place des UK Charts en 2002,,. Jo James quitte finalement le groupe pour travailler aux côtés de Flip & Fill sur leurs singles I Wanna Dance With Somebody et Field of Dreams en 2003. Dans les années 2010 Bang! reste actif.